# Sastavi ekipa na EP u vaterpolu za žene 2010.

## Skupina A

### Rusija
| Ime i prezime             | Klub       |
| ------------------------- | ---------- |
| Aleksandra Antonova       | Skif       |
| Olga Beljaeva             | Kinef      |
| Julija Gaufler            | Šturm 2002 |
| Nadezda Gljzina           | Kinef      |
| Jevgenija Ivanova         | Šturm 2002 |
| Sofija Konuh              | bez kluba  |
| Marija Kovtunovskaja      | Kinef      |
| Ekaterina Prokofjeva      | Kinef      |
| Jevgenija Pročenko        | Ugra       |
| Jevgenija Pustinikova     | Olimp      |
| Natalija Rižova-Aleničeva | Šturm 2002 |
| Jevgenija Soboleva        | Kinef      |
| Ekaterina Tankeva         | Šturm 2002 |
| Aleksandar Kabanov        |            |

### Hrvatska
| Ime i prezime          | Klub     |
| ---------------------- | -------- |
| Nataša Anđelić         | Mladost  |
| Andrea Artuković       | Mladost  |
| Lucija Drobac          | Mladost  |
| Ana Gavran             | Mladost  |
| Maja Kalauz            | Primorje |
| Emmi Miljković         | Primorje |
| Anamarija Reić-Kranjac | Mladost  |
| Aida Šehić             | Mladost  |
| Mia Šimunić            | Mladost  |
| Blaise Staničić        | Mladost  |
| Josipa Šupraha         | Bura     |
| Karmela Tvrdić         | Bura     |
| Majda Zekan            | Primorje |
| Milorad Damjanić       |          |

### Italija
| Ime i prezime      | Klub                       |
| ------------------ | -------------------------- |
| Simona Abbate      | Fiorentina                 |
| Rosaria Aiello     | C.C. Ortigia               |
| Roberta Bianconi   | Rapallo Nuoto              |
| Elisa Casanova     | Fiorentina                 |
| Aleksandra Cotti   | Fiorentina                 |
| Giulia Emmolo      | R.N. Imperia 57            |
| Teresa Frassinetti | Fiorentina                 |
| Arianna Garibotti  | Geymonat Orizzonte Catania |
| Elena Gigli        | Fiorentina                 |
| Giulia Gorlero     | R.N. Imperia 57            |
| Silvia Motta       | Yamamay Varese             |
| Federica Radicchi  | Geymonat Orizzonte Catania |
| Federica Rocco     | Plebiscito (Padova)        |
| Roberto Fiori      |                            |

### Grčka
| Ime i prezime              | Klub        |
| -------------------------- | ----------- |
| Stavroula Antonakou        | Olympiakos  |
| Alexandra Asimaki          | Vouliagmeni |
| Alkisti Avramidou          | Olympiakos  |
| Lara Georgia               | Vouliagmeni |
| Angeliki Gerolymou         | Vouliagmeni |
| Eleni Kouvdou              | Vouliagmeni |
| Kyriaki Liosi              | Vouliagmeni |
| Triantafyllia Manolioudaki | Olympiakos  |
| Antiopi Melidoni           | Vouliagmeni |
| Ilektra Maria Psouni       | Olympiakos  |
| Antigoni Roumpesi          | Vouliagmeni |
| Christina Tsoukala         | Vouliagmeni |
| Maria Tsouri               | bez kluba   |
| Georgios Morfesis          |             |

## Skupina B

### Španjolska
| Ime i prezime      | Klub                       |
| ------------------ | -------------------------- |
| Andrea Blas        | Escuela WP Saragossa       |
| Paula Bugallo      | Escuela WP Saragossa       |
| Anna Espar         | CN Sabadell                |
| Laura Ester        | C.E. Mediterrani           |
| Mari Carmen Garcia | CN Sabadel                 |
| Blanca Gil         | Geymonat Orizzonte Catania |
| Teresa Gorria      | CN Sant Andreu             |
| Helena Lloret      | CN Sabadell                |
| Ona Meseguer       | C.E. Mediterrani           |
| Lorena Miranda     | Dos Hermanas               |
| Matilde Ortiz      | CN Sabadell                |
| Pilar Pena         | CN Sabadell                |
| Roser Tarrago      | CN Mataro                  |
| Miguel Angel Oca   |                            |

### Mađarska
| Ime i prezime      | Klub                   |
| ------------------ | ---------------------- |
| Barbara Buyka      | AS Palermo 90          |
| Rita Drávucz       | Szeged                 |
| Anikó Gyoengyoessi | Szentes                |
| Orsolya Kasó       | Dunaujvarosi Foeiskola |
| Rita Keszthely     | Dounajvarosi Foeiskola |
| Hanna Kisteleki    | UVSG                   |
| Dóra Kisteleki     | Sportiva Nervi         |
| Kata Menczinger    | Dounajvarosi Foeiskola |
| Rita Poszkoli      | Dounajvarosi Foeiskola |
| Gabriela Szücs     | Dounajvarosi Foeiskola |
| Orsolya Takács     | Szentes                |
| Ildikó Tóth        | Szeged                 |
| Ágnes Valkai       | Ortigia Siracusa       |
| Mátyás Petrovics   |                        |

### Nizozemska
| Ime i prezime         | Klub              |
| --------------------- | ----------------- |
| Jantien Cabout        | Leiden            |
| Mieke Cabout          | Leiden            |
| Biurakn Hakhverdian   | Polar Bears Ede   |
| Anne Heinis           | Leiden            |
| Noeki Klein           | Leiden            |
| Simone Koot           | GZC Donk          |
| Marloes Nijhuis       | Polar Bears Ede   |
| Yasemin Smit          | Fysius Het Raviyn |
| Nomi Stomphorst       | GZC Donk          |
| Iefke van Belkum      | Olympiakos        |
| Ilse van der Meijden  | BZC Brandenburg   |
| Sabrina van der Sloot | GZC Donk          |
| Nienke Vermeer        | Polar Bears Ede   |
| Mauro Maugeri         |                   |

### Njemačka
| Ime i prezime      | Klub                  |
| ------------------ | --------------------- |
| Claudia Blomenkamp | Bayer Uerdingen 08    |
| Katrin Dierolf     | Blau-Weiss            |
| Carmen Gelse       | Hannoverscher SV 1892 |
| Hanna Hanholz      | Blau-Weiss            |
| Svea Jaegersberg   | Blau-Weiss            |
| Claudia Kern       | Bayer Uerdingen 08    |
| Theresa Klein      | Neukoelln             |
| Monika Kruszona    | Blau-Weiss            |
| Lina Rohe          | Blau-Weiss            |
| Mariam Salloum     | bez kluba             |
| Anja Sejfert       | Bayer Uerdingen 08    |
| Tatjana Steinhauer | Hannoverscher SV 1892 |
| Mandy Zoellner     | Hannoverscher SV 1892 |
| René Reimann       |                       |